# 各年のバーレーンの一覧

バーレーンの国旗

各年のバーレーンの一覧（かくねんのバーレーンのいちらん）は、バーレーンの各年ごとの記事の一覧。この一覧ではバーレーンの各年ごとの記事の他、各世紀と各年代、バーレーンの各分野における各年ごとの記事についても取り扱う。

## 一覧

### 20世紀
- 1960年代
  - 1961年のバーレーン（アラビア語版）
- 1990年代
  - 1996年のバーレーン（アラビア語版） 1998年のバーレーン（アラビア語版） 1999年のバーレーン（アラビア語版）
- 2000年代
  - 2000年のバーレーン（アラビア語版）

### 21世紀
- 2000年代
  - 2001年のバーレーン（アラビア語版） 2002年のバーレーン（アラビア語版） 2004年のバーレーン（アラビア語版）
  - 2005年のバーレーン（アラビア語版） 2006年のバーレーン（アラビア語版）

- 2010年代
  - 201年のバーレーン（アラビア語版） 2012年のバーレーン（英語版） 2013年のバーレーン（英語版） 2014年のバーレーン（英語版）
  - 2015年のバーレーン（英語版） 2018年のバーレーン（英語版）
- 2020年代
  - 2020年のバーレーン（英語版）